# اجرای نمایشی حیوانات یا جست و خیز سگ‌ها
اجرای نمایشی حیوانات یا جست و خیز سگ‌ها فیلم مستند، صامت، سیاه و سفید و کوتاه بریتانیایی به کارگردانی بیرت ایکر. این فیلم محصول سال ۱۸۹۵ میلادی است.